# قراول‌دشت
قراول‌دشت (به لاتین: Qaravuldaş) یک منطقه مسکونی در جمهوری آذربایجان است که در شهرستان یاردیملی واقع شده است.